# Манастир Светог Николе код Куршумлије
Манастир Светог Николе у Куршумлији је најстарија задужбина Стефана Немање, коју је заједно са оближњим манастиром посвећеном Богородици, подигао између 1159. и 1166. године. Налази се на узвишењу које се уздиже над градом, изнад ушћа Бањске у Топлицу.
Манастирска црква је данас обновљена.   У плану је обнова комплетног комплекса који се од 1979. године налази под заштитом државе као споменик културе од изузетног значаја.
У начину градње су приметни византијски утицаји (јављају се сличности са никејском црквом свете Софије, цариградским црквама и Влахернском капијом у склопу градских бедема), али и присуство романичких елемената из приморја (припрата са две куле звонаре, попут цркве светог Трифуна у Котору), што представља својеврсну најаву Рашког стила у архитектури, који ће настати свега неколико година касније. У унутрашњости цркве су откривени фрагменти живописа из XIV века, а сам манастир је био први преписивачки центар Немањићке Србије.

## Прошлост манастира
Немања, који је владао Топлицом као удеони кнез, подигао је, после манастира посвећеног Богородици и манастир посвећен светом Николи, што је, према његовим житијима, довело до његовог сукоба са старијом браћом, из кога ће изаћи као апсолутни победник. Црква је једнобродна грађевина над којом се уздиже купола која је, по узору на цариградске цркве кришкасто подељена. Олтарски простор јој је троделан, а у јужном делу је изграђен посебан део, предвиђен за гробницу. Немањин син Стефан (велики жупан 1196—1217, краљ 1217—1228) је дозидао отворени егзонартекс (трем) са двема кулама звонарама и још једним гробним местом у једној од њих. Почетком XIV века, краљ Милутин (1282—1321) је, са северне стране, дозидао капелу. Манастирска црква је била покривена оловом, као и црква оближњег манастира Богородице, због чега је и само место (данашња Куршумлија) у позном средњем веку и током раног раздобља турске власти било познато као Бела Црква, због белог одсјаја Сунца на оловним крововима.
Манастир је запуштен после Велике сеобе Срба 1690. године, након чега су му Османлије скинуле оловни кров, чиме је отпочело његово зарушавање. Временом су остале манастирске грађевине порушене, као и сама црква од које је опстао само средишњи део, који је покривен 1910. године. Након Другог светског рата 1948. године, отпочели су радови на истраживању целог комплекса и реконструкцији манастирске цркве, који су окончани 2003. године. У плану је реконструкција целокупног манастирског комплекса.

## Галерија
- Поглед на северну страну манастирске цркве на којој се налази Милутинова капела
- Тространа олтарска апсида
- Црквени егзонартекс са две куле звонаре
- Изглед цркве након рестаурације